# Franz Kirschner (Politiker)
Franz Kirschner (* 10. Januar 1851 in Maria Rain, Bezirk Klagenfurt-Land; † 14. Juli 1929 ebenda) war Land- und Gastwirt und Abgeordneter zum Österreichischen Abgeordnetenhaus und gehörte den Vereinigten Deutschen Linken an.

## Leben
Franz Kirschner war Sohn des Landwirts Josef Kirschner († 1898). Er besuchte von 1861 bis 1866 die Realschule in Klagenfurt, danach besuchte er eine Ackerbauschule. Zunächst war er Landwirt in Gaisach (Gemeinde Köttmannsdorf), dann Land- und Gastwirt in Maria Rain (Rasaihof, heute Kirschnerhof).
Im Jahr 1886 war er Gründungsmitglied und von 1893 bis 1902 und ab 1911 Obmann des Kärntnerischen Bauernbunds. Von 1906 bis 1910 war er Vizepräsident der Landwirtschaftsgesellschaft für Kärnten.
Er war römisch-katholisch und seit 1893 verheiratet mit Maria Oblasser († 1927). Er hatte einen unehelichen Sohn und Erben Maximilian Smeritschnigg (1881–1938), dem im Jahr 1930 der Familienname Kirschner übertragen worden ist.

## Politische Funktionen
Franz Kirschner war von 1892 bis 1918 im Kärntner Landtag (7., 8., 9. und 10. Wahlperiode sowie Provisorische Landesversammlung). Von 1910 bis 1919 war er Vizepräsident des Kärntner Landeskulturrats und von 1918 bis 1923 Landesrat von Kärnten.
Er war vom 9. April 1891 bis zum 22. Januar 1897 Abgeordneter des Abgeordnetenhauses im Reichsrat (VIII. Legislaturperiode, Kronland Kärnten, Kurie Landgemeinden 1, Regionen Klagenfurt, Feldkirchen, Völkermarkt, Kappel, Bleiburg, Eberndorf).

## Klubmitgliedschaften
Franz Kirschner war ab 1891 Mitglied der Vereinigten Deutschen Linken. Ab dem 6. November 1896 war er beim Kärntnerischen Bauernbund fraktionslos.